# Château de Benais
 (juillet 2025).
Le château de Benais est un château situé à Benais (Indre-et-Loire).
Il est inscrit à l'Inventaire Supplémentaire des Monuments Historiques par arrêté du 6 novembre 1929.

## Historique
Le site de Benais est mentionné dès le XIIᵉ siècle sous le nom latin Beniacum. Les premiers seigneurs connus sont les Beaucay, notamment Hugues de Beaucay, qui accompagna le roi Louis IX lors de la croisade de 1248.
Depuis, la seigneurie passa successivement aux Laval, aux du Bellay, puis aux Montmorency, familles influentes de la noblesse angevine jusqu’au XVIIᵉ siècle.
Le château, quant à lui, est mentionné dès le XIIIᵉ siècle. En 1532, François Ier y fut reçu par Gilles de Laval.
L'édifice fut partiellement détruit avant la Révolution française ; seuls subsistent les communs et les deux tours d’entrée fortifiée, formant le châtelet.

Un nouvel édifice fut alors construit au XIXᵉ siècle, intégrant ces vestiges. Du même siècle datent également une orangerie, orientée sud, destinée à abriter les orangers pendant l’hiver, et située dans le parc du château.

## Propriété et ouverture au public
En 1949, le domaine devient la propriété de la ville de Boulogne-Billancourt. Le lieu accueille des élèves pour des classes vertes. Le château ferme ses portes en 2017. En 2020, la ville de Boulogne-Billancourt décide de céder le lieu.
En 2021, Paul Vaudeville rachète le château avec pour ambition d’y développer des activités éco-touristiques afin de dynamiser la région.
Le parc du château rouvre officiellement ses portes au public en mai 2024.